# Xã Pearl, Quận Pike, Illinois
Xã Pearl (tiếng Anh: Pearl Township) là một xã thuộc quận Pike, tiểu bang Illinois, Hoa Kỳ. Năm 2010, dân số của xã này là 282 người.